# Абу Усама аль-Масри
Абу Усама аль-Масри (1973—2018) — египетский террорист, лидер ячейки террористической организации «Исламское государство» на Синайском полуострове, известной как «Вилаят Синай». Подозревался в организации взрыва на борту российского лайнера А321 31 октября 2015 года.
Погиб в июне 2018 года в результате авиаудара.